# Torre Aura Puerta de Hierro
Torre Aura Puerta de Hierro es un edificio ubicado en Avenida.Royal Country #4560 Plaza Corporativa, para ser más exactos se convertirá en el sexto edificio más alto de Zapopan después de Torrena, Torre Centro Médico Puerta de Hierro, Torre Titanium, Torre Aura Altitude y Torre Aura Lofts, y el séptimo más alto del Área Metropolitana de Guadalajara, Jalisco.

## La Forma
- Su altura es de 102 metros y tiene 28 pisos.

- Cuenta con 3 elevadores (ascensores) de alta velocidad que se moverán a una velocidad de 6.3 metros por segundo.

- Dos elevadores directos a Penthouse

- Tendrá 6 niveles de estacionamiento subterráneo.

## Detalles Importantes
- Su uso es residencial en la ciudad de Zapopan, Jalisco en México.

- Su construcción comenzó en 2004 y concluyó en el 2006.

- El área total del rascacielos es 25,100 m².

- Cuenta con 21 unidades.

- La altura de piso a techo es de 3.62 m.

- Es considerado un edificio inteligente, debido a que el sistema de luz es controlado por un sistema llamado B3 al igual que Torre Guggenheim Guadalajara, Torrena, Torre Centro Médico Puerta de Hierro, Torre Aura Lofts y Torre Aura Altitude.

- Los materiales que se usaron para su construcción son acero, concreto armado y vidrio en la mayor parte de su estructura.

## Datos clave
- Altura- 102 metros.
- Área Total- 25,100 m²
- Pisos- 6 niveles subterráneos de estacionamiento y 28 pisos.
- Condición: 	En uso
- Rango: 	
  - En Zapopan: 6º lugar
  - En el Área Metropolitana de Guadalajara: 7º lugar